# Plaisance (Aveyron)
Plaisance (okzitanisch Plasença) ist ein Ort und eine südfranzösische Gemeinde mit 221 Einwohnern (Stand 1. Januar 2022) im Département Aveyron in der Region Okzitanien (vor 2016 Midi-Pyrénées). Sie gehört zum Arrondissement Millau und zum Kanton Causses-Rougiers. Die Einwohner werden Plaisançais genannt.

## Lage
Plaisance liegt etwa 38 Kilometer östlich von Albi im Südwesten der historischen Provinz Rouergue am Fluss Rance, in den der meist trockengefallene Zufluss Gos unterirdisch einmündet. Umgeben wird Plaisance von den Nachbargemeinden Coupiac im Norden und Osten, Balaguier-sur-Rance im Süden, Curvalle im Westen sowie La Bastide-Solages im Nordwesten.

## Geschichte
Von 1833 bis 1874 gehörte Plaisance zu La Bastide-Solages.

## Bevölkerungsentwicklung
| Jahr                       | 1962 | 1968 | 1975 | 1982 | 1990 | 1999 | 2006 | 2019 |
| Einwohner                  | 403  | 318  | 280  | 282  | 228  | 228  | 230  | 218  |
| Quellen: Cassini und INSEE |      |      |      |      |      |      |      |      |

## Sehenswürdigkeiten
- Kirche Saint-Martin, seit 1929 Monument historique
- Wegekreuz Saint-Eutrope, seit 1929 Monument historique

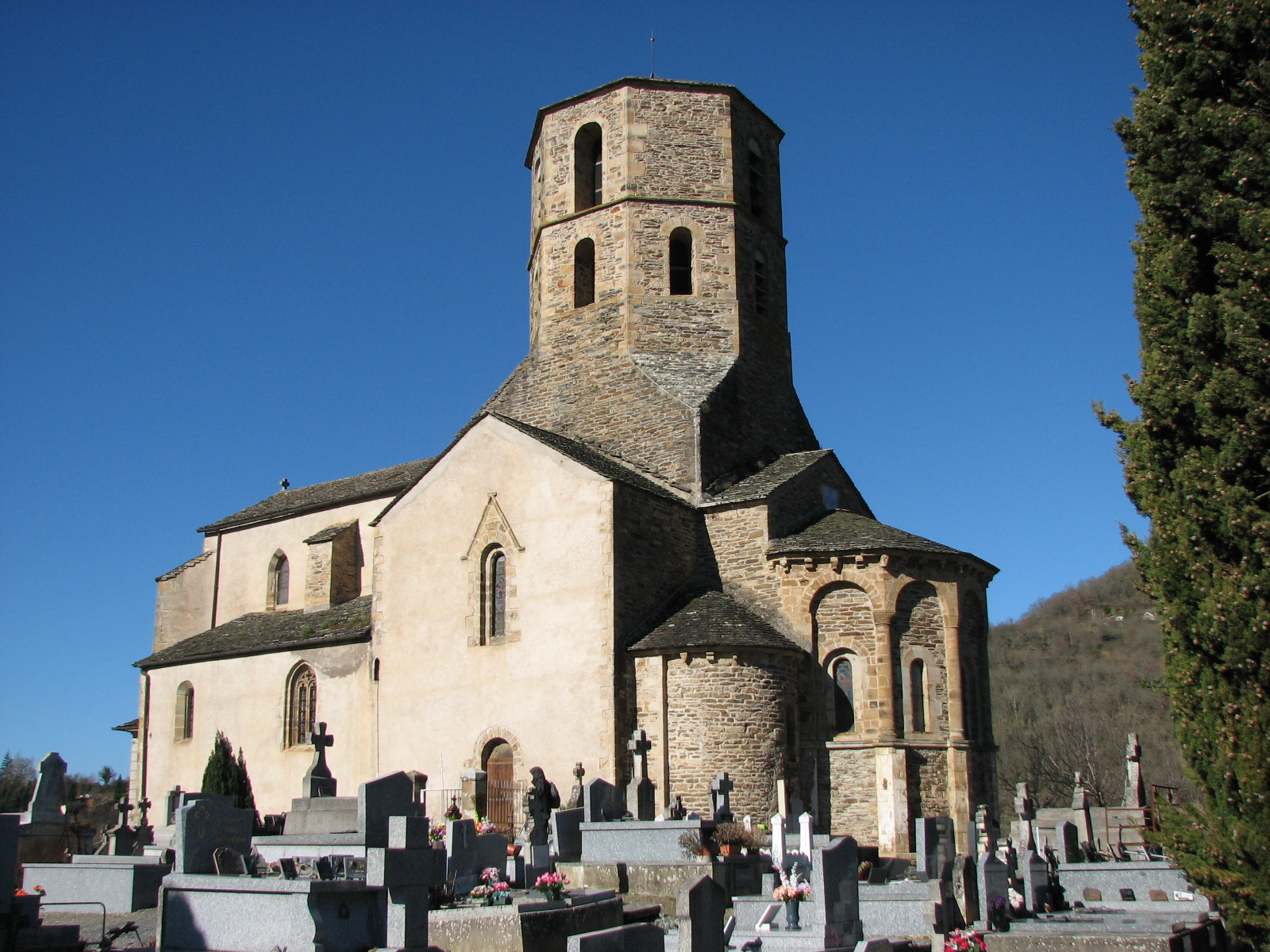
Kirche Saint-Martin
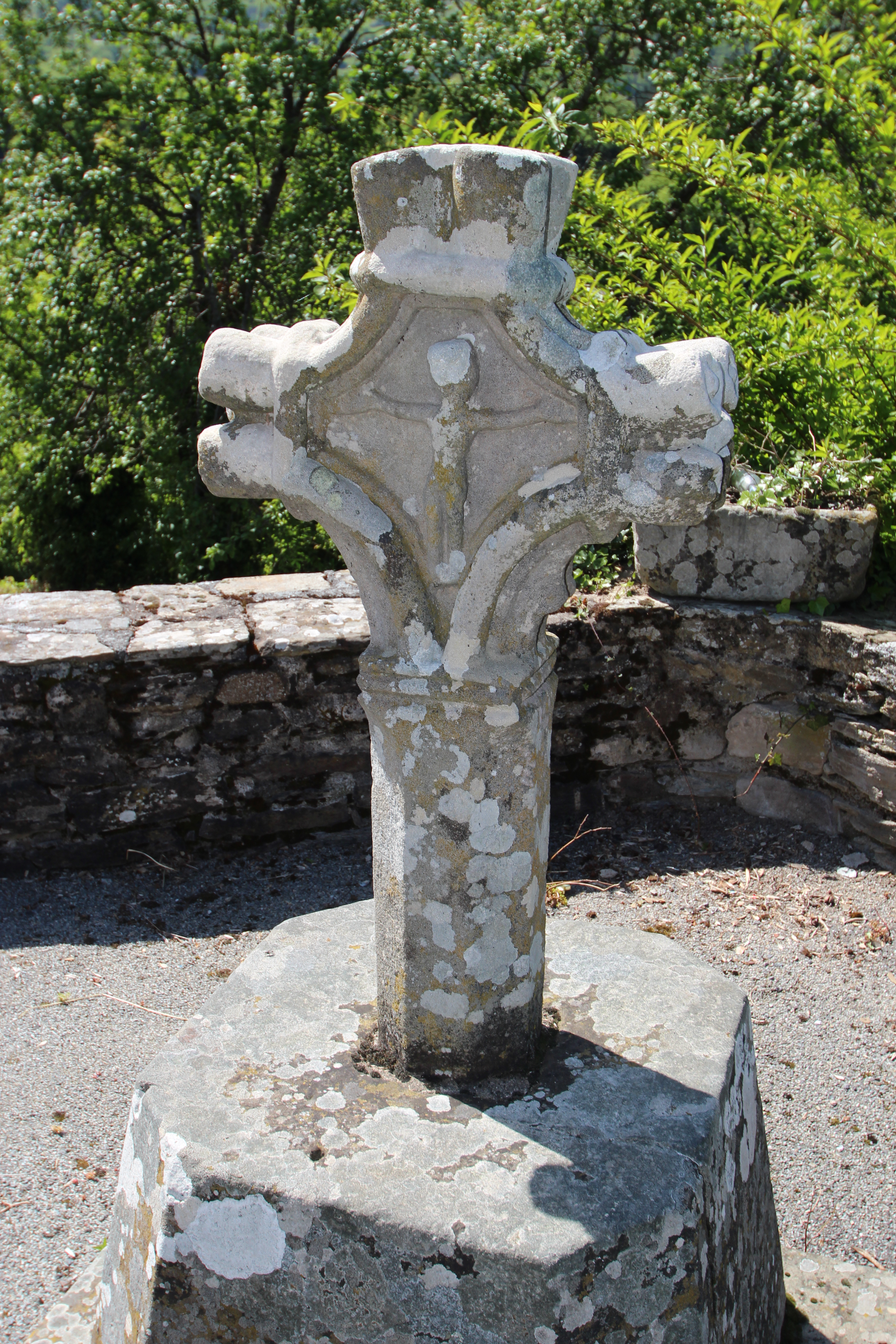
Wegekreuz Saint-Eutrope